# 美国人口史
作为一个殖民地，英属北美的各个省份通常较早地发展城市。
在1880年到1900年间，美国的城市人口比率从28%上升到40%，1920年达到50%，部分是由于欧洲移民的缘故。在1890年后，美国的农村人口由于机器化的普及使得农民的工作被机器取代而移居到城市的影响成垂直下降趋势。

## 亚利桑那州
在1990年代，亚利桑那州的农村人口增长了29%，农村的退休人口增长了43%。

## 科罗拉多州
在1990年代，科罗拉多州的农村劳动人口增长40%，农村的退休人口增长23%。全州的人口增长31%，全州的退休人口增长27%，全州的劳动人口增长31%。

## 佛罗里达州
在1990年代，佛罗里达州的农村人口增长25%，全州的农村退休人口增长28%。总人口增长24%，而退休人口增长19%。

## 伊利诺斯州
在1990年代，伊利诺斯州农村人口增长1%，而芝加哥人口增加12%。

## 堪萨斯州
在1990年代，堪萨斯州的农村人口增长2%，而全州增长9%。

## 明尼苏达州
在1990年代，明尼苏达州的人口增长12%。劳动人口增长14%，退休人口增长9%。

## 北达科他州
在1990年代，北达科他州的农村人口减少6%，而全州的人口保持不变。

## 华盛顿州
在1990年代，华盛顿的农村人口增加20%。与此同时，农村劳动人口增加22%，退休人口增加16%。总体而言，有21%的增长，其中劳动人口23%，退休人口15%。

## 参看
- 农村迁徙
- 田园社会学